# Розкривний міст

Принцип дії

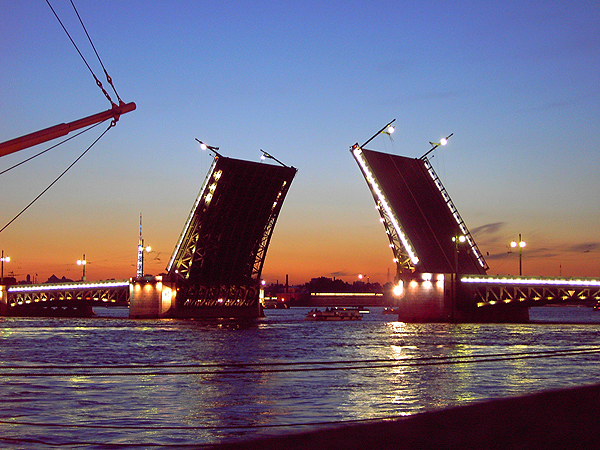
Палацовий міст, Санкт-Петербург

Міст, що розкривається  — основний різновид розвідних мостів. 
Рухомий проліт (він може бути або один або два на різних берегах) піднімається навколо поперечної осі. 
Щоб зменшити енерговитрати на підйом, проліт має противагу. 
Противага може бути як вище, так і нижче полотна.
Великі мости, що розкриваються, стали будувати в середині XIX століття. 
В 1894 побудовано Тауерський міст — найвідоміший з мостів такого типу.

## Переваги
- Витрачає досить мало енергії.
- Швидко розкривається.
- Здатний пропускати великі вітрильні судна – висота судна нічим не обмежується.
- Тримає важку техніку до поїздів.
- Добре поєднується із панорамою великого міста.

## Недоліки
- Потрібні противаги, причому набагато важче прольоту.
- Неможливий у стиснених умовах.

## Варіації

### Відкатно-розкривний (міст Шерцера)

Принцип дії відкатно-розкривний мосту

Застосовується у крайніх випадках, коли геологічні умови не дають будувати великі «бики». 
Наприклад, французький міст Пегас був побудований на низинній річці, і відстань від полотна до води - всього близько 3 м, а при будівництві Шиженського залізничного мосту (Росія, Біломорканал) скельний ґрунт не дозволяв пробурити достатньо свердловин для спорудження потужних опор.
Переваги
- Автоматично врівноважується так, що у зведеному вигляді переважує проліт, а в розведеному – противагу.
- Тримає важку техніку до поїздів.

Недоліки
- Важко зробити двокрилим.
- Неможливий у стиснених умовах.
- Для пропуску великих вітрильних суден потрібний великий кут розкриття.

### Система Ралля

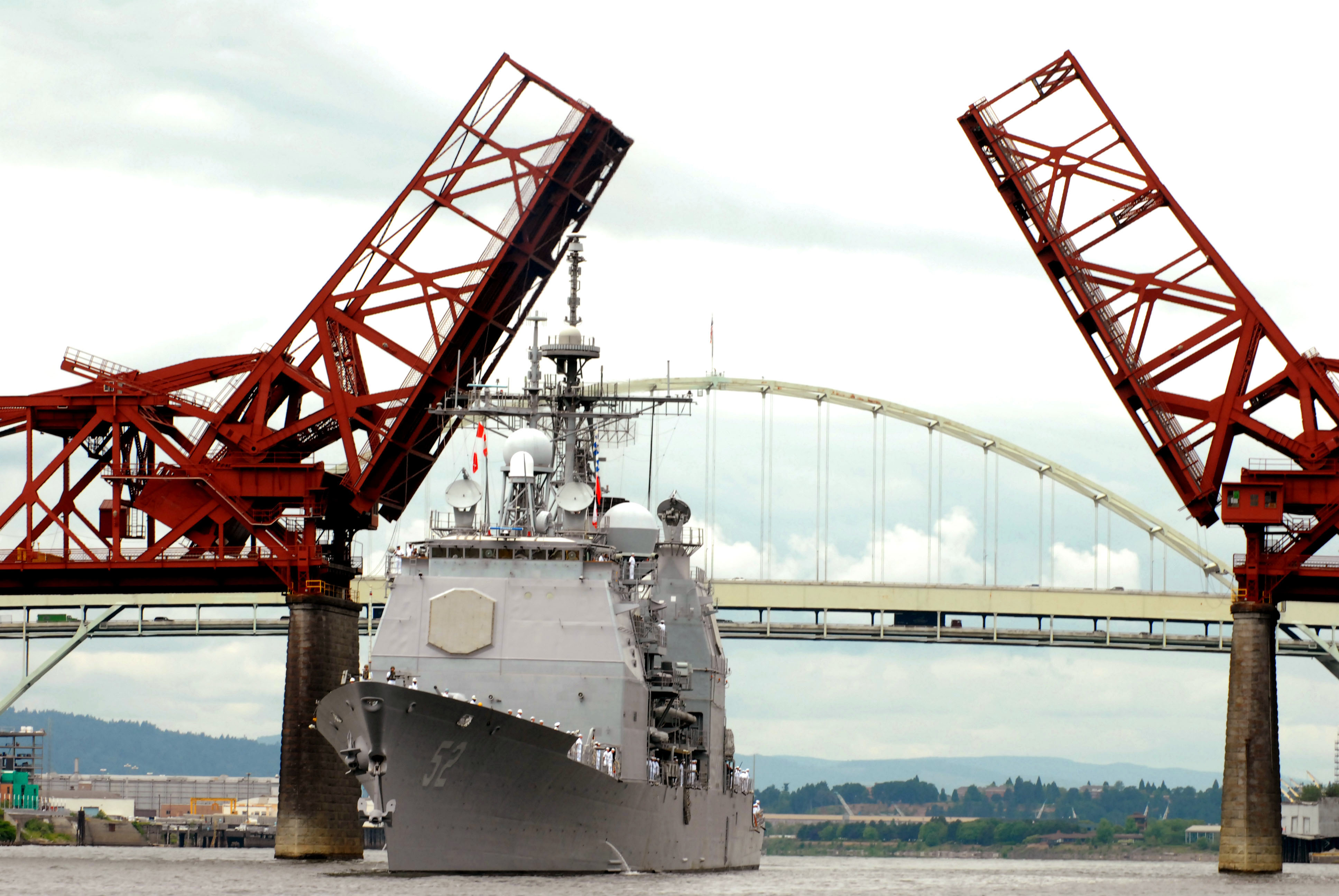
Бродвейський міст у Портленді, сконструйований за системою Ралля

У системі Раля прольоти розвідного мосту не тільки повертаються навколо горизонтальної осі, але й дещо розсуваються убік 
.
Це дає змогу збільшити ефективну ширину проходу суден під мостом. 
Проліт мосту з'єднаний з устоєм тягою, закріпленою на шарнірах ; при цьому в центрі мас прольоту і противаги розташовані ковзанки на осі, що переміщаються горизонтальною балкою для того, щоб проліт міг, повертаючись, від'їжджати в бік берега 
.